# ルイージ・サーラ
- ルイジ・サラ
- ルイージ・サラ

ルイージ・サーラ（ Luigi Sala, 1974年2月21日 - ）は、イタリア・マリアーノ・コメンセ出身の元サッカー選手、ポジションはDF。

## 経歴
1998-99シーズンにACミランに加入し、3シーズンを過ごした。ここでは新しいタソッティと呼ばれていた。1998-99シーズン途中からアルベルト・ザッケローニ監督により、3バックのレギュラーとして起用され、そのシーズンにセリエAを果たした。1999-00シーズンはリーグ戦20試合に、2000-01シーズンはリーグ戦13試合とこれまで担っていたポジションはロベルト・アジャラが優先して起用されたことで出場機会を減らした。ザッケローニが解任され、ファティ・テリムが新監督に就任することになり、ミランを去ってアタランタへ移籍となった。
その後はサンプドリアなどでプレーし、36歳までプレーを続けた。セリエA通算では296試合に出場した。

## タイトル
ACミラン
- セリエA：1998-99